# (9404) 1994 UQ11
1994 يو كيو 11 (ويعرف أيضًا باسم (9404) 1994 يو كيو 11 وفق تسمية الكوكب الصغير) (بالإنجليزية: 1994 UQ11)‏ هو كويكب ضمن حزام الكويكبات؛ وترتيبه 9404 من حيث الاكتشاف.
اكتُشف هذا الجُرم الفلكي بواسطة هيروشي كانيدا في 26 أكتوبر 1994.

## وصلات خارجية
- (9404) 1994 UQ11 في قاعدة بيانات مختبر الدفع النفاث لأجرام النظام الشمسي الصغيرة

- الاكتشاف · مخطط المدار ·  العناصر المدارية · المعلمات المادية

- (9404) 1994 UQ11 على موقع ويكي سكاي: DSS2, SDSS, GALEX, IRAS, Hydrogen α, X-Ray, Astrophoto, Sky Map, Articles and images